# قرار مجلس الأمن التابع للأمم المتحدة رقم 85
قرار مجلس الأمن التابع للأمم المتحدة رقم 85، الذي اعتمد في 31 يوليو 1950، أذن لقيادة الأمم المتحدة تحت قيادة الجنرال دوغلاس ماكارثر بدعم السكان المدنيين الكوريين، وطلب من الوكالات المتخصصة والهيئات الفرعية المناسبة للأمم المتحدة والمنظمات غير الحكومية المناسبة دعم قيادة الأمم المتحدة للقيام بذلك. وقد تم اعتماده في الجلسة 479 بعد صدور قرار مجلس الأمن رقم 84 الذي أنشأ القيادة الموحدة بقيادة الجنرال ماكارثر.
اعتمد القرار بتسعة أصوات. امتنعت جمهورية يوغوسلافيا الاتحادية الاشتراكية عن التصويت. لم يكن الاتحاد السوفيتي حاضراً عند إجراء التصويت. مع عدم حضوره، احتج الاتحاد السوفياتي على عدم الاعتراف بالنظام الجديد لجمهورية الصين الشعبية.

## روابط خارجية
- نص القرار في undocs.org